# Georges Pompidou

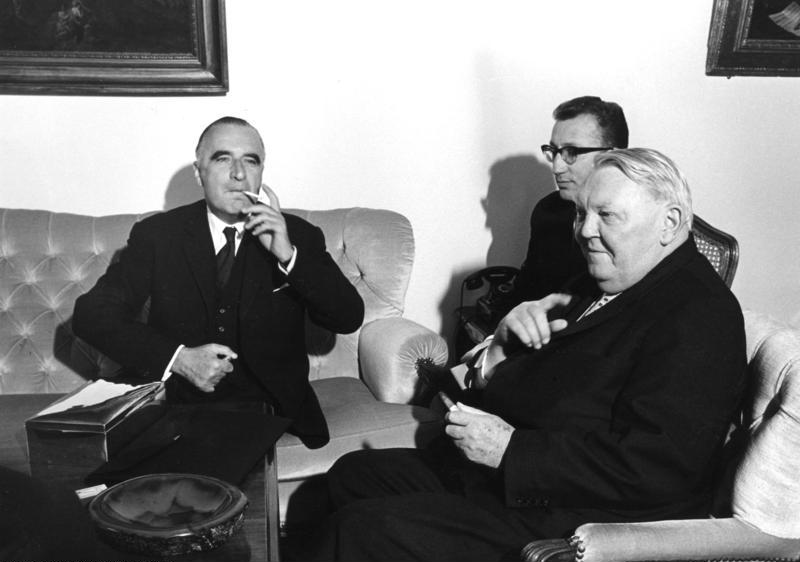
Georges Pompidou i Ludwig Erhard (1965)

Georges Jean Raymond Pompidou (wym. [ˈʒɔʁʒ pɔ̃piˈdu]; ur. 5 lipca 1911 w Montboudif, zm. 2 kwietnia 1974 w Paryżu) – francuski polityk i nauczyciel, działacz ugrupowań gaullistowskich, bliski współpracownik Charles’a de Gaulle’a. W latach 1959–1962 członek Rady Konstytucyjnej, od 1962 do 1968 premier Francji, w latach 1969–1974 prezydent Francji i z urzędu współksiążę Andory.

## Życiorys
Urodził się w rodzinie nauczycielskiej. Kształcił się w Tuluzie, następnie w paryskim Lycée Louis-le-Grand. Został absolwentem École normale supérieure w Paryżu oraz École libre des sciences politiques. W 1935 podjął pracę jako nauczyciel języka francuskiego, łaciny i greki w Lycée Saint-Charles w Marsylii, a od 1938 do 1944 był zatrudniony w paryskiej szkole średniej Lycée Henri-IV. W 1939 został zmobilizowany jako żołnierz pułku piechoty.
W 1944 dołączył do administracji państwowej. Do 1946 zajmował się sprawami prasy i edukacji w gabinecie Charles’a de Gaulle’a, przewodniczącego powołanego po wyzwoleniu Francji kontynentalnej rządu tymczasowego. Po odejściu generała w 1946 został zastępcą komisarza generalnego do spraw turystyki, a także wyższym urzędnikiem (maître des requêtes) odpowiadającym za wnioski do Rady Stanu. Pozostał przy tym bliskim współpracownikiem Charles’a de Gaulle’a, który w tym okresie pozostawał poza władzą. W 1947 objął funkcje sekretarza generalnego komitetu refleksji jego partii Rassemblement du peuple français oraz sekretarza generalnego fundacji Fondation Anne-de-Gaulle. W latach 1948–1953 pełnił funkcję dyrektora gabinetu generała. W latach 1947–1958 był wykładowcą Instytutu Nauk Politycznych w Paryżu. W 1954 zakończył pracę w Radzie Stanu, był później zatrudniony na kierowniczych stanowiskach w różnych przedsiębiorstwach, m.in. jako dyrektor zarządzający Rothschild Frères, francuskiego banku kontrolowanego przez rodzinę Rothschildów.
Aktywną działalność polityczną podjął wraz z powrotem Charles’a de Gaulle’a do władzy i objęciem przez niego urzędu premiera. W 1958 powołany na dyrektora jego gabinetu. W latach 1959–1962 wchodził w skład nowo utworzonej Rady Konstytucyjnej. Działał w kolejnych ugrupowaniach ruchu gaullistowskiego, w tym w Unii Demokratów na rzecz Republiki, stając się w połowie lat 60. liderem tego środowiska politycznego. Od kwietnia 1962 do lipca 1968 w okresie prezydentury generała sprawował urząd premiera, kierując czterema kolejnymi gabinetami. Końcówka jego urzędowania przypadła na okres protestów społecznych zapoczątkowanych w maju 1968.
W międzyczasie od marca do maja 1967 wykonywał mandat deputowanego do Zgromadzenia Narodowego III kadencji. W niższej izbie francuskiego parlamentu pracował także po odejściu z rządu od lipca 1968 do czerwca 1969 jako poseł IV kadencji. W czerwcu 1969 z ramienia gaullistów wystartował w wyborach prezydenckich, które rozpisano po dymisji Charles’a de Gaulle’a z kwietnia tegoż roku. W pierwszej turze Georges Pompidou zajął pierwsze miejsce z wynikiem 44,5% głosów. W drugiej turze otrzymał 58,2% głosów, pokonując przewodniczącego Senatu Alaina Pohera i wygrywając tym samym wybory.
Urząd prezydenta Francji objął 20 czerwca 1969, stając się równocześnie współksięciem Andory. Jako prezydent przeprowadził reformy ekonomiczne, dewaluując franka francuskiego i wprowadzając okresowe zamrożenie cen. W polityce zagranicznej przystąpił do poprawy stosunków z innymi państwami, odrzucając przede wszystkim prowadzoną przez poprzednika politykę sprzeciwu wobec wejścia Wielkiej Brytanii do EWG. W pierwszym roku urzędowania ogłosił zamiar utworzenia centrum sztuki współczesnej w Paryżu, któremu nadano później jego imię (Centre Georges Pompidou). Podczas jego prezydentury wydzielono odrębne ministerstwo ochrony środowiska, na czele którego stanął Robert Poujade.
Według Michela Debré jego ojciec Robert Debré w 1969 zdiagnozował u Georges’a Pompidou makroglobulinemię Waldenströma. Ciężko chory prezydent zmarł w trakcie kadencji 2 kwietnia 1974. Uroczystości pogrzebowe odbyły się 6 kwietnia tegoż roku, na ten dzień zarządzono żałobę narodową.

## Życie prywatne
Od 1935 był mężem Claude. Miał jedno dziecko – adoptowanego syna Alaina Pompidou.

## Odznaczenia i upamiętnienie
Odznaczony m.in. Legią Honorową I klasy, Orderem Narodowym Zasługi I klasy, a także Orderem Odrodzenia Polski I klasy.
W jego rodzinnej miejscowości Montboudif otwarto poświęcone mu muzeum.